# Staden sover
Staden sover är en kriminalroman av Maria Lang (pseudonym för Dagmar Lange), utgiven första gången 1970 på bokförlaget Norstedts. Romanen har översatts till danska, norska och franska.

## Handling
Under mörka och kalla februarinätter somnar staden tidigt. Gardinerna dras för och ljusen släcks i Skoga. Men alla sover inte, och när ett mord inträffar mitt i staden, mitt i natten, mitt under Hylands hörna - då blir både vakande och sovande, både mordoffer och mördare, föremål för Christer Wijks intensiva grubbel och intresse.

## Karaktärer
- Den ensamme ...Ole Bodé
- Den sömnlösa ...Sylvia Mark
- Den nykomne ...Gillis Nilson
- Den högljudda ...Berit Edman
- De gamla
  - – han ...Anti Antonsson
  - – hon ...Ragnhild Antonsson
- De unga
  - – han ...Håkan Hesser
  - – hon ...Eva Mari Hesser
- De mycket unga
  - – ena paret ...Nella och Janken
  - – andra paret ...Ickan och Ronnie
- En provinsialläkare ...Daniel Severin
- En författarinna ...Almi Graan
- En änkefru ...Helena Wijk
- En poliskonstapel ...Erk Berggren
- En f.d. överkonstapel ...Leo Berggren
- En länspolischef ...Anders Löving

samt
- Christer Wijk